# Степная Нива
Степная Нива — деревня в Лихославльском районе Тверской области.

## География
Находится в центральной части Тверской области на расстоянии приблизительно 14 км на север-северо-запад по прямой от районного центра города Лихославль.

## История
На дореволюционных картах не отмечалась. Отмечена впервые на карте 1941 года. До 2017 года деревня входила в Барановское сельское поселение Лихославльского района, с 2017 по 2021 год в Сосновицкое сельское поселение до его упразднения. Ныне имеет дачный характер.

## Население
Численность населения: около 60 человек (1982 год), 6 (русские 83 %) в 2002 году, 0 в 2010.